# Pallium (christianisme)
Pour les articles homonymes, voir Pallium.

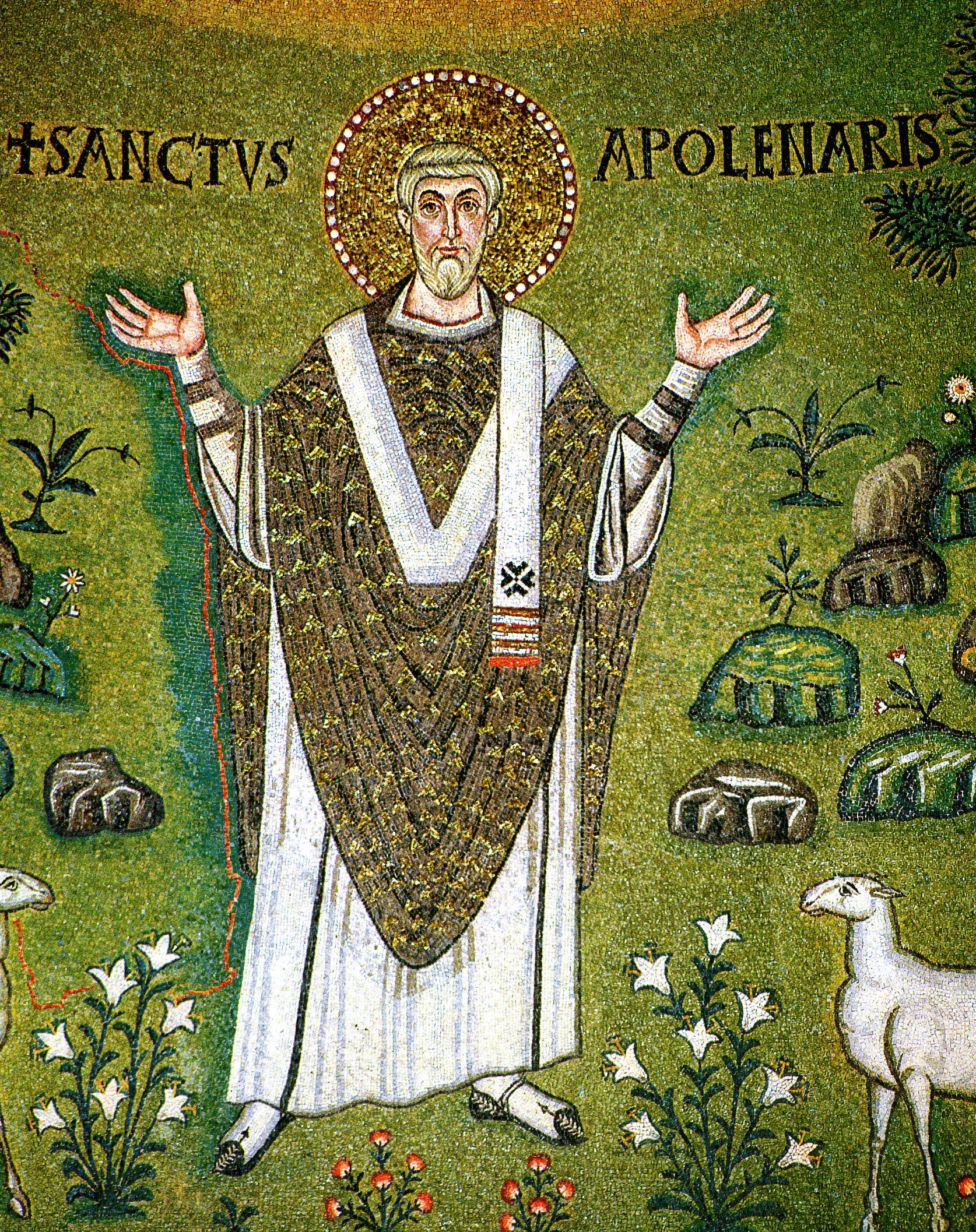
L'évêque Apollinaire de Ravenne portant le pallium. Mosaïque de l'abside de la basilique Saint-Apollinaire in Classe (détail).

Le pallium est un ornement liturgique catholique consistant en une bande d'étoffe de laine blanche dont le port, sur la chasuble, est réservé au pape, aux primats, aux archevêques métropolitains et à quelques rares évêques, pendant la célébration de la messe. Il vient du latin pallium (au pluriel pallia)  qui signifie manteau.
On confond à tort, en raison d'une pure analogie de forme, le pallium avec l'étole (tous les deux sont composés de longues bandes d'étoffe passées autour du cou). L'origine et la fonction de ces ornements sont radicalement différentes. L'étole est d'origine romaine, dérivée de la toge, tandis que le pallium est d'origine grecque. Sa fonction liturgico-symbolique n'est pas dérivée des vêtements civils, mais est un emprunt à la paramentique des empereurs byzantins.

## Antiquité
Dans l'Antiquité, le pallium était le nom latin du manteau d'origine grecque dont le nom en cette langue était himation. Il consistait en une large bande d'étoffe rectangulaire qui se drapait autour du corps et reposait sur le bras gauche.
L'opposition entre la toge et le pallium est illustrée par la manière dont on appelait les pièces de théâtre selon les costumes portés par les acteurs. On distinguait notamment :
- la fabula palliata, qui était l'adaptation d'une comédie grecque ou pièce en costumes grecs, et où les acteurs portaient le pallium et non la toge,
- la fabula togata, ou pièce en costumes romains, qui est jouée dès le milieu du IIe siècle av. J.-C. Dans ces pièces, les personnages et le décor étaient italiques à part la structure qui demeurait grecque. C'était une comédie romaine à thème indigène concernant le bas de l'échelle sociale à Rome.

## Pallium liturgique

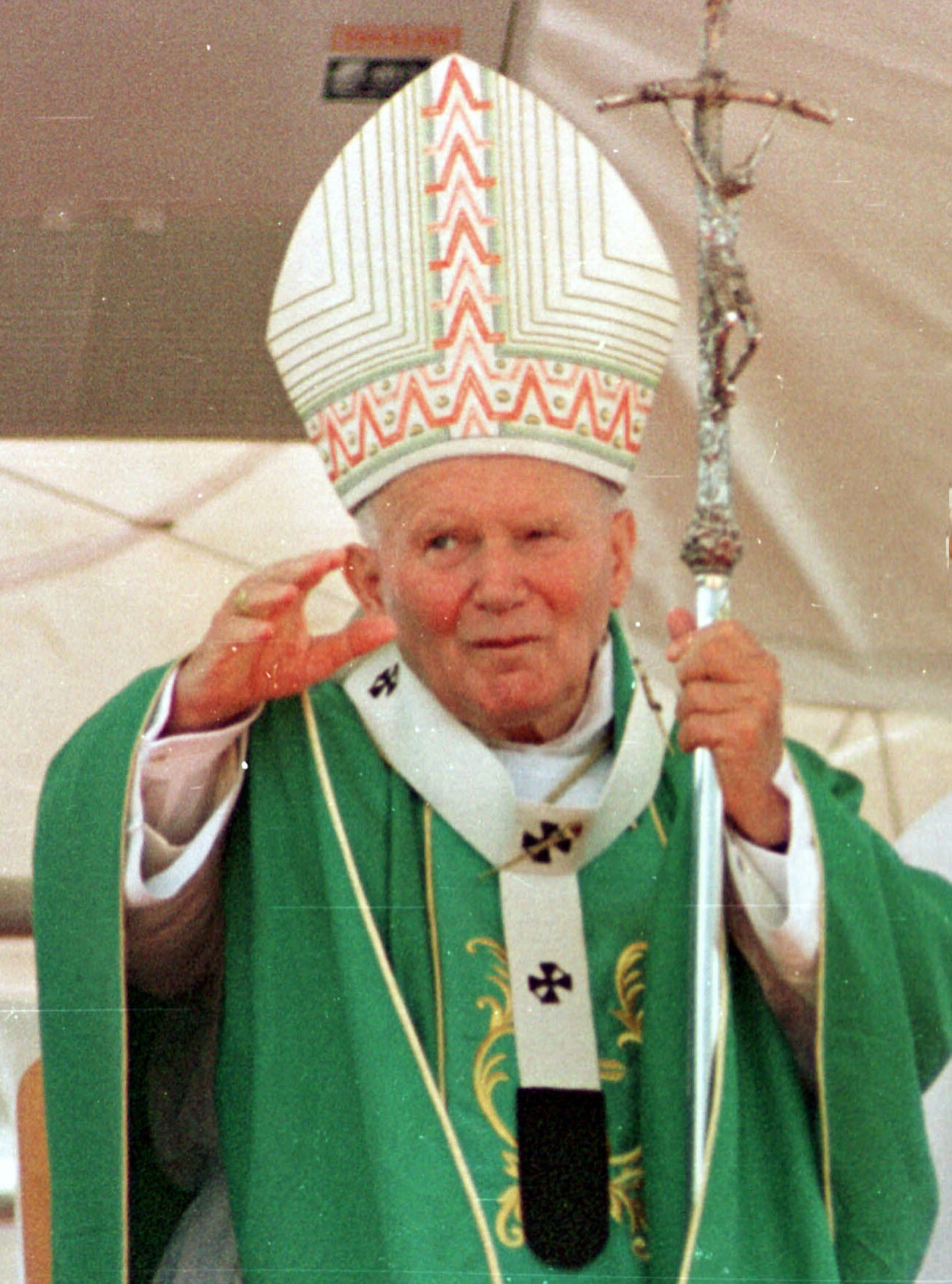
Le pape Jean-Paul II portant le pallium

Armoiries de Benoît XVI ayant comme ornement extérieur le pallium issant du bas de l'écu

Le pallium tel qu'il existe dans la liturgie catholique et qui n'a plus rien à voir avec le manteau du même nom, dérive lointainement d'un vêtement grec, l'omophorion, sorte de manteau court dans lequel on se drape, fermé par des épingles. Dans les églises de rite oriental (catholiques ou orthodoxes), l'omophorion grec est devenu une large bande de tissu portée par les évêques. 
Il n'y a pas lieu de donner une importance particulière à certaines représentations anciennes de Marie, revêtue d'un ornement ressemblant au pallium. Selon la tradition chrétienne, le pallium est avant le VIIIe siècle une relique représentative de saint Pierre, ce tissu ayant été posé sur son tombeau.
Le pallium symbolique apparaît au Ve siècle, comme insigne du pouvoir des empereurs, distinct des vêtements civils. L'emprise des empereurs byzantin sur Rome s'amenuisant, le pallium fut adopté par le pape, au cours du processus de l'imitatio imperii qui caractérise le mouvement d'appropriation par les papes des symboles du pouvoir impérial entre le Ve et le IXe siècle. 
Au VIe siècle, son utilisation habituelle est supposée par les textes.
Le premier bénéficiaire connu est, en 513, Césaire d'Arles que le pape Symmaque institue son vicaire en Gaule. Deux pallia dits de saint Césaire sont conservés en l'église Saint-Césaire d'Arles. Propriétés de la commune d'Arles, ils ont été classés le 10 octobre 1998.
En 559, l'évêque de Taormina, Second, en était paré puisque le pape Pélage Ier, pour sanctionner son indiscipline, lui en interdit le port. En 570, Pierre III est le premier évêque de Ravenne honoré. Le pape Grégoire Ier l'accorde à plusieurs autres évêques d'Italie ainsi qu'à ses vicaires à Salone, Corinthe, Justiniana Prima, Séville, Arles et à Augustin de Cantorbéry.
Dès le VIIe siècle, le port du pallium s'accompagne d'un serment de fidélité au pape. 
Entre le IXe et le XIe siècle, en particulier dans le contexte de la querelle des investitures, le port du pallium a été réservé aux archevêques à qui le Pape en concèderait le privilège comme symbole d'union avec lui et de soumission. Depuis, il a été étendu au cardinal-doyen et à quelques très rares autres évêques comme celui du Puy, de Coutances ou autrefois celui d'Autun ; Paul VI a abrogé ces privilèges en 1978 dans son motu proprio Inter eximia episcopalis.
Depuis le XVe siècle, chaque année le 21 janvier, en mémoire du martyre de sainte Agnès, le pape bénit deux agneaux élevés dans un couvent romain et dont la laine sera utilisée pour le futur pallium des archevêques nommés au cours de l’année.
En 1978, Jean-Paul Ier choisit de remplacer l'imposition de la tiare par celle du pallium comme symbole du début de son pontificat. Jean-Paul II, Benoît XVI, François et Léon XIV firent de même. 
Le jour de son intronisation, le 24 avril 2005, Benoît XVI adopta un nouveau pallium, de la forme encore en usage au IXe siècle. Ce pallium, conçu par Stefano Zanella, est revenu à la forme pré-médiévale d'une écharpe libre, plus large que le pallium traditionnel mais moins que l'omophorion, déployée sur les épaules, et ornée des croix rouges et des épingles habituelles.
Le 29 juin 2008, Benoît XVI a abandonné cet ornement qui s'était révélé encombrant et peu pratique, désaccordé de surcroît avec le style des ornements liturgiques médiévaux ou modernes, et avec celui des basiliques de la Renaissance dans lesquelles le pape est habituellement amené à célébrer. 
Le nouveau pallium de Benoît XVI est entièrement plan, plus large que les pallia archiépiscopaux et orné de croix pattées rouges et des épingles traditionnelles.
Sur le mobilier héraldique de ses armoiries, Benoît XVI a remplacé la tiare par la mitre ; il y a ajouté le pallium (sous l'écu des armes proprement dites) comme unique signe de la dignité pontificale. Ce pallium héraldique porte également des croix rouges.

## Forme latine moderne (depuis la Renaissance)

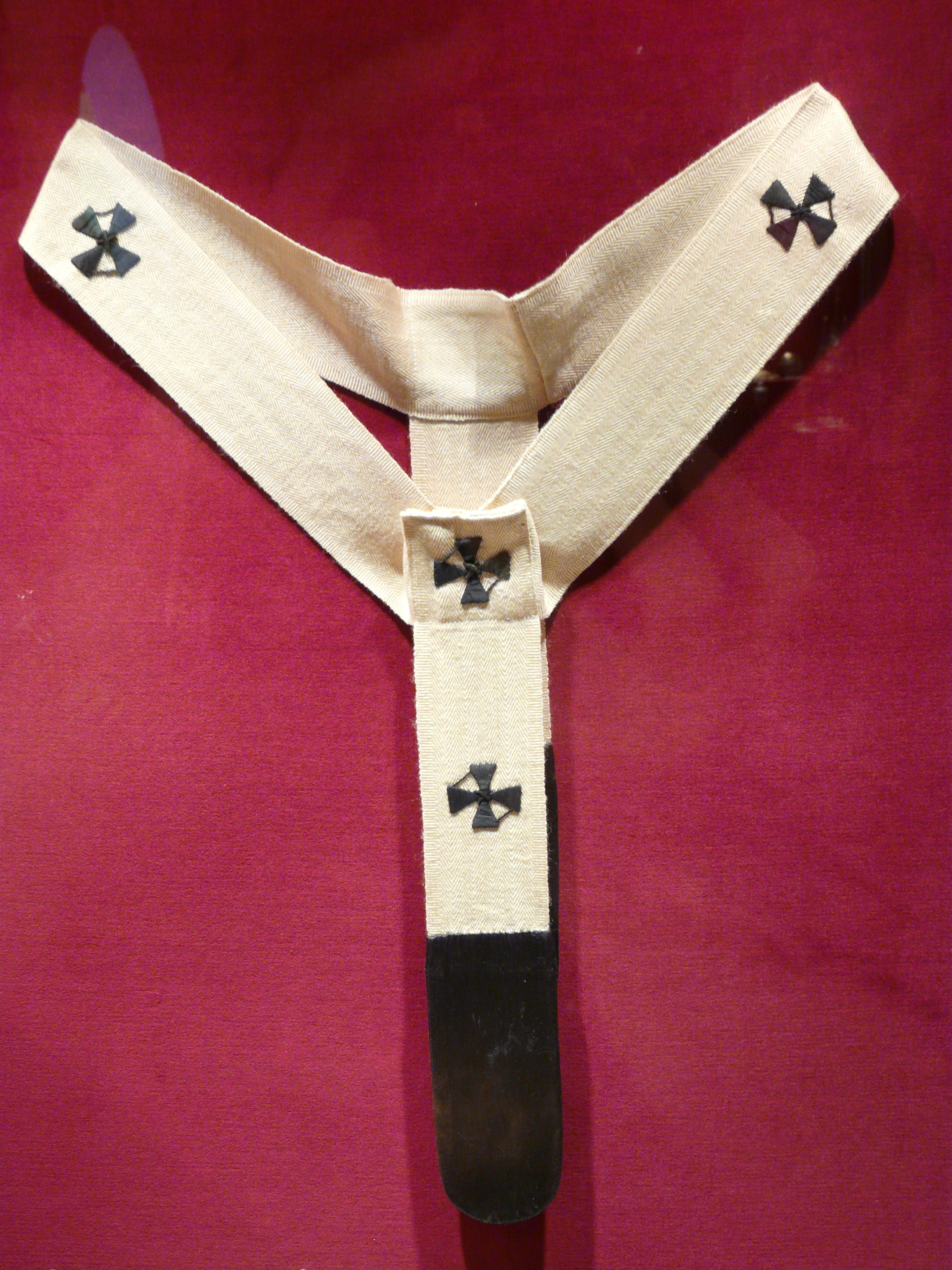
Le pallium moderne (notamment depuis la Renaissance) est constitué d'un col circulaire large et de deux pendants blancs, l'un sur la poitrine et l'autre dans le dos. Il est orné de cinq ou six croix noires.

Le pallium des archevêques, tel que nous le connaissons à présent, est tissé de laine blanche d'agneaux élevés au couvent des moines trappistes de Tre Fontane au sud de Rome, et présentés par les religieuses du couvent de Sainte Agnès de Rome. Il se reconnaît aux éléments suivants : 
- un col circulaire semi-rigide, ayant trois doigts de large, portée autour des épaules, avec deux pendants, l'un sur la poitrine et l'autre sur le dos. Ces deux pendants sont maintenus en place à leurs extrémités par deux plaques de plomb recouvertes de soie noire[7].

- L'encolure est munie de ganses, généralement au nombre de trois, dans lesquelles sont passées des épingles en matériaux précieux servant à fixer le pallium à la chasuble.

- Il est orné de cinq croix pattées monochromes en soie symbole des plaies du Christ[8], une sur chaque appendice et quatre sur la partie circulaire. Les croix et les extrémités des parties pendantes du pallium sont rouges pour le pape et noires pour les autres dignitaires. Elles ont été de couleur rouge pendant toute une partie du Moyen Âge[7].

## Rites
Le pallium est annuellement imposé par le pape au cours de la messe solennelle de la fête des saints Pierre et Paul, en la basilique Saint-Pierre au Vatican, le 29 juin.
Avant de recevoir le pallium, ceux à qui il est accordé prononcent un serment solennel de fidélité au Souverain Pontife devant le tombeau de saint Pierre.
De 2015 à 2025, sous le pontificat du pape François, ce n'est plus le pape qui imposera le pallium sur le nouvel archevêque métropolitain, mais le nonce apostolique dans la cathédrale de l'archevêque. Les nouveaux archevêques continueront par contre à se rendre le 29 juin à Rome pour assister à la basilique Saint Pierre de Rome, à la bénédiction des nouveaux pallium et recevoir en privé des mains du pape François le pallium pour se le voir imposer par la suite. Le pape Léon XIV renoue avec la tradition en rétablissant l'imposition du pallium en 2025.
Les pallia sont préalablement déposés symboliquement sur le tombeau de saint Pierre.
Le pallium est porté sur la chasuble exclusivement, lors de la messe solennelle, de la collation des ordres sacrés, pour la bénédiction d'un abbé ou d'une abbesse, la consécration d'une vierge, la dédicace d'une église ou d'un autel, etc. 
Au Moyen Âge, le pallium ne pouvait être porté par les archevêques qu'à certaines fêtes. Le pape était seul à pouvoir porter le pallium dans d'autres cérémonies que la messe.
Le canon du Code de Droit Canonique qui traite du pallium est le canon 437 :
§ 2. Le Métropolitain peut porter le pallium selon les lois liturgiques, dans toute église de la province ecclésiastique qu'il préside, mais absolument pas hors de celle-ci, même pas avec l'autorisation de l'Évêque diocésain.
§ 3. Si le Métropolitain est transféré à un autre siège métropolitain, il a besoin d'un nouveau pallium. »

## Signification

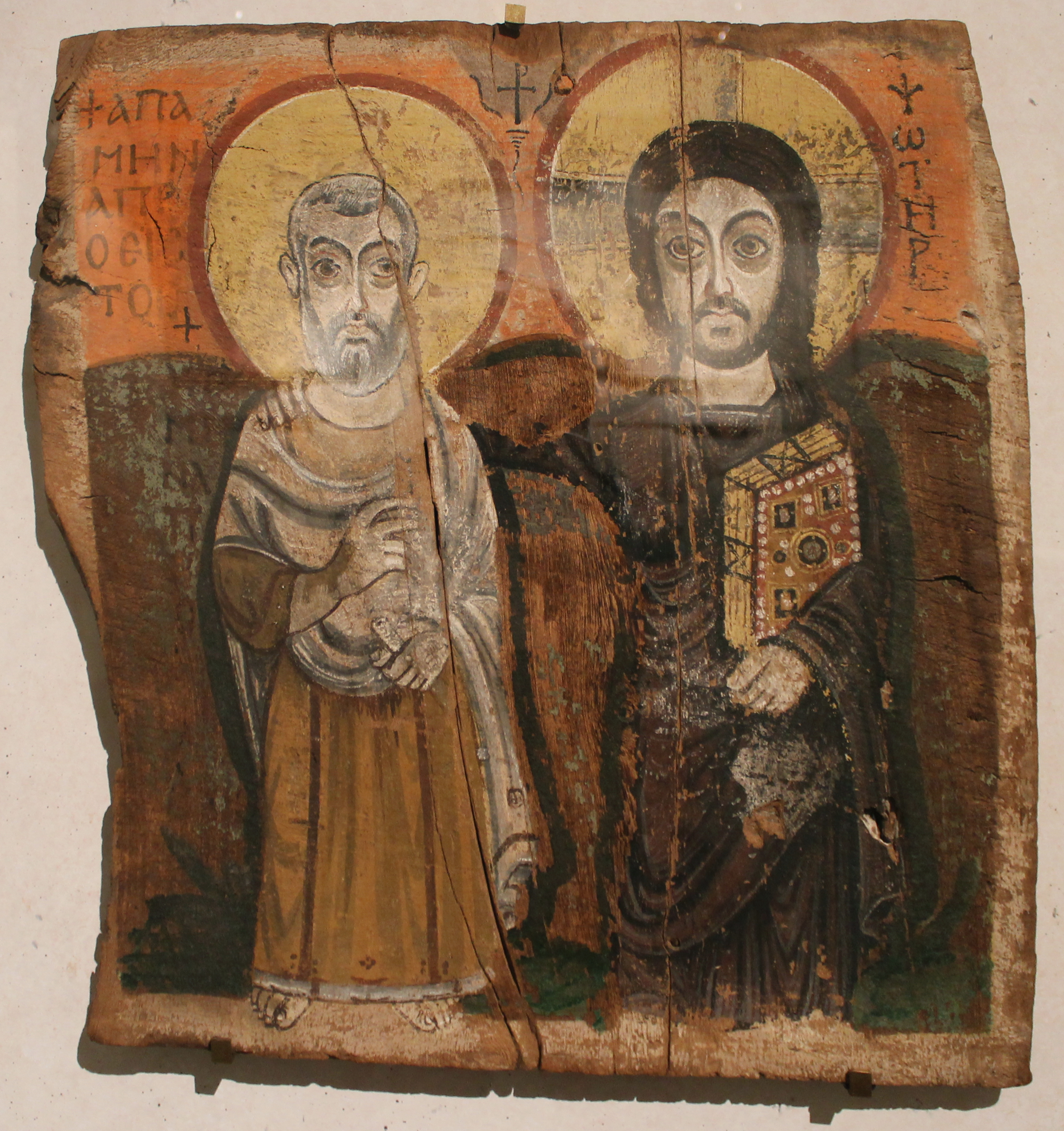
Icône du Christ et de l'abbé Ména (Musée du Louvre), portant tous deux un pallium.

Le pallium est, avant la mitre (apparue au XIIe), le symbole de la plénitude de la fonction épiscopale du pape sur l'Église universelle et de la mission que lui a confiée le Christ. Le port du pallium symbolise un lien personnel et institutionnel avec le pape. 
Considéré comme l'ancien vêtement des pâtres anatoliens, il est porté symboliquement par les pasteurs d'âmes. Sa symbolique est la même pour les Églises orientales et l'Église latine, car il évoque la brebis égarée que le Bon Pasteur ramène au bercail sur ses épaules. Chez les latins, il est tissé avec de la laine d'agneau, pour évoquer l'agneau pascal et la brebis égarée « Le pallium, tissu en pure laine placé sur mes épaules... peut être considéré comme une image du joug du Christ » (Benoît XVI, messe inaugurale de son pontificat, 24 avril 2005). Il est symbole de zèle et d'humilité, mais aussi de l'autorité pastorale exercée en tant que service pouvant aller jusqu'au sacrifice. Chez les orientaux, il est tissé en soie. 
En raison de cette riche signification, cet ornement a très vite symbolisé non pas un degré particulier du sacrement de l'ordre, mais la communion avec le successeur de Pierre dans la charge pastorale de toutes les Églises qui lui incombe. C'est pourquoi, il ne peut être porté que par le pape ou les évêques à qui le pape en a conféré le privilège. 

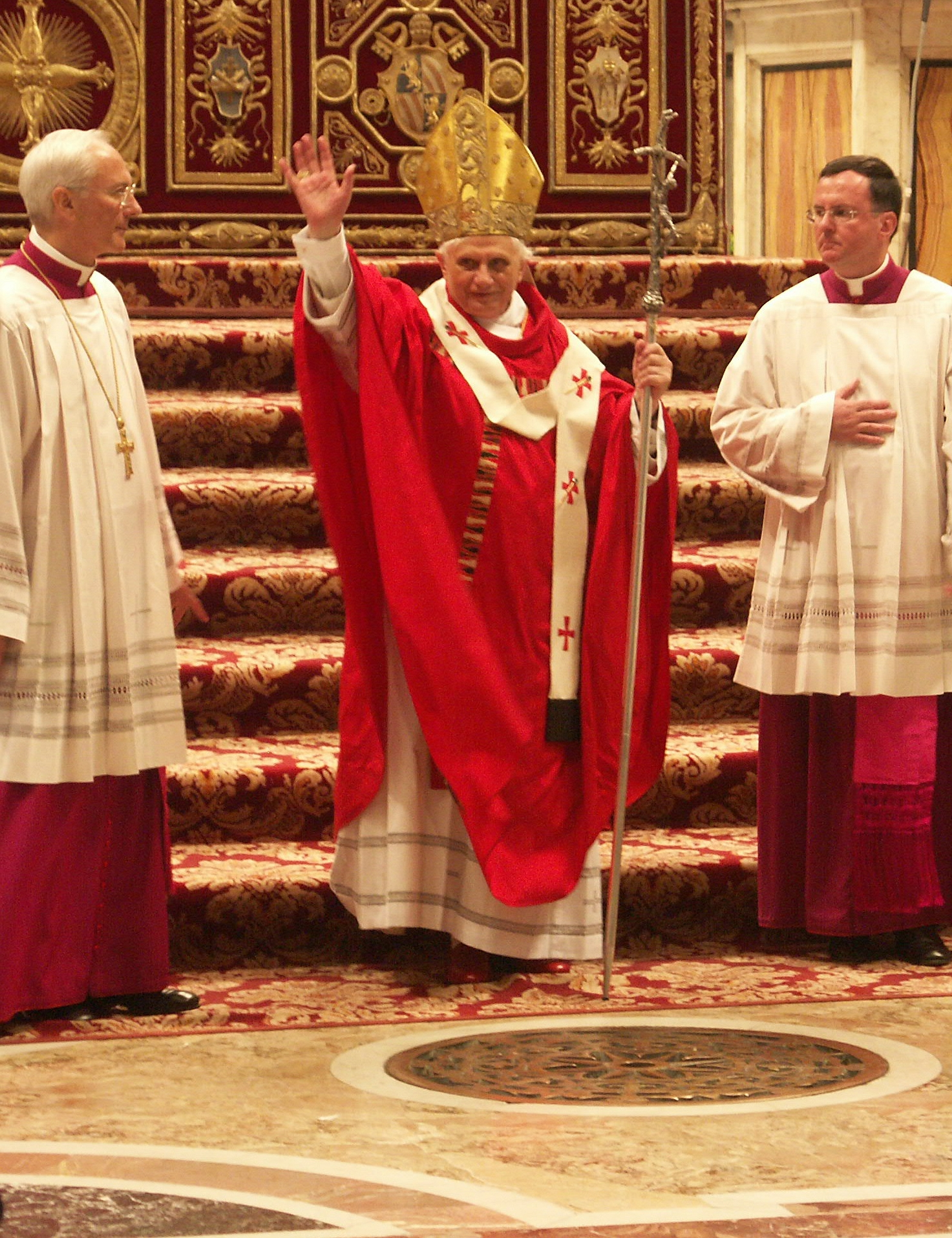
Le pape Benoît XVI portant le pallium dans sa grande forme, selon le modèle de l'Église antique.

Dans l'Église orthodoxe, il prend le nom d'omophore ou omophorion et il est porté par tous les évêques.